# Danbury, New Hampshire
Danbury är en kommun (town) i Merrimack County i delstaten New Hampshire, USA med cirka 1 164 invånare (2010). 